# Dorstenia peruviana
Dorstenia peruviana är en mullbärsväxtart som beskrevs av C.C. Berg. Dorstenia peruviana ingår i släktet Dorstenia och familjen mullbärsväxter. Inga underarter finns listade i Catalogue of Life.